# El Más Querido
El Más Querido o Más Querido, es el nombre del caballo favorito de Alberto de Wallenstein que le puso ese nombre en español a su caballo por ser de raza hispana.
Según las fuentes, la apariencia de Más Querido debía presentar un pelaje atigrado, muy inusual en caballos, lo que pudo ser la razón de la predilección del duque por el animal.
Sus restos se consideran el segundo animal disecado más antiguo de Europa, aunque actualmente el elemento se compone de tres tipos diferentes de caballos.

## Biografía
Alberto de Wallenstein desarrolló un gusto por los equinos que le llevó a obsesionarse con tener su propia yeguada. Una vez obtuvo su ducado, comenzó una yeguada en una localidad cercana a Jicín, importando caballos de vieja raza hispana en un inicio, para luego recibir regularmente nuevos caballos desde el Reino de Nápoles, el Ducado de Mantua, el Ducado de Holstein y el Reino de Dinamarca. Así como caballos berberiscos y turcos.
Aunque no está confirmado, es muy probable que El Más Querido proviniese de dicha yeguada. El Más Querido acompañaba al duque en sus viajes, estando presente durante sus estancias en Praga, en concreto en el Palacio Wallenstein, que contaba con una caballeriza de 37 departamentos y una piscina para los equinos.
En el contexto de la guerra de los Treinta Años, el influyente duque, que ya había participado anteriormente en las luchas intestinas de Bohemia y como miembro de la Liga Católica encabezada por Johann Tserclaes, conde de Tilly, conocido como el monje con armadura, fue convocado por Fernando II del Sacro Imperio (que lo había destituido en 1630) en 1632 para enfrentarse a los suecos, que habían infligido dos graves derrotas a los católicos recientemente.
Wallenstein marchó a la campaña a lomos de El Más Querido, que utilizó como caballo de guerra. Tras tentaivas infructuosas cerca de Núremberg y provechosos saqueos en Sajonia, Wallenstein enfrentó directamente a los suecos en la Batalla de Lützen, durante la cual un disparo sueco hirió en la pierna al duque y mortalmente al caballo, que sucumbiría en la tarde del 16 de noviembre de 1632, al igual que el rey sueco Gustavo Adolfo II, el León del Norte.
Alberto de Wallenstein, al ver a su caballo favorito muerto y como muestra de gratitud ante el corcel que varias veces le había salvado la vida y al que adoraba, ordenó llevar los restos del mismo a su palacio de Praga e invitó a los mejores taxidermistas del Sacro Imperio para disecar al corcel, que ocuparía un lugar de exposición en su palacio.
Tras el descubrimiento de la conspiración de Wallenstein y su asesinato, el primo del duque, Maximiliano, recibió el palacio y la misión de adecuarlo para paliar el legado de su predecesor; sin embargo, Maximiliano decidió conservar pertrechos personales de Alberto, lo que supuso la conservación de El Más Querido, así como armas y ropajes utilizados por él y por Alberto durante las campañas.
El Más Querido, resistió en el Palacio Wallenstein los distintos avatares históricos (guerras napoleónicas, Primera y Segunda Guerra Mundial, etc.) hasta llegar a la década de 1950, momento en el que las autoridades de la República Checoslovaca deciden utilizar el palacio como sede de un ministerio gubernamental. El caballo favorito de Wallenstein fue reubicado dentro de las ahora oficinas burocráticas sin control ni reparo, ocasionando que durante las siguientes tres décadas sus arneses fueran hurtados y su piel fuera cubierta de polvo y presentara desgarrones.
Afortunadamente, en 1978, en la entonces República Socialista Checoslovaca, se preparó el Museo Regional de Cheb, en Cheb, localidad donde falleció Alberto de Wallenstein y a donde se decidió trasladar el caballo tras someterlo a una restauración previa.
Actualmente El Más Querido se puede continuar visitando en el Museo Regional de Cheb (República Checa), donde está expuesto tras una vitrina de gran tamaño para asegurar su conservación tras más de 300 años desde su disecación. Adicionalmente, si se visita el Palacio Wallenstein, se puede ver el cuadro de Alberto de Wallenstein sentado sobre El Más Querido en la batalla de Lützen, un cuadro que se encuentra encima de la chimenea del Gran Salón.